# Корсьоне
Корсьоне (італ. Corsione, п'єм. Corsion) — муніципалітет в Італії, у регіоні П'ємонт,  провінція Асті.
Корсьоне розташоване на відстані близько 500 км на північний захід від Рима, 36 км на схід від Турина, 13 км на північний захід від Асті.
Населення — 220 осіб (2014).
Щорічний фестиваль відбувається 24 липня. Покровитель — San Cristoforo.

## Демографія
Населення за роками:

Станом на 1 січня 2023 року в муніципалітеті офіційно проживало 25 іноземців з 5 країн, серед них 11 громадян країн Євросоюзу.

## Сусідні муніципалітети
- Кастелл'Альферо
- Коссомбрато
- Фринко
- Тонко
- Вілла-Сан-Секондо